# Валдемарпилс
Ва́лдемарпи́лс (латыш. Valdemārpilsо файле; до 1920 года — Сасмаккен, до 1926 года — Сасмака) — город в Талсинском крае Латвии, на севере исторической области Курземе.

## География
Располагается в южной части Дундагского поднятия Северо-Курземской возвышенности, к западу от озера Сасмакас.

## История
Впервые упоминается под 1582 годом под названием Сасмаккен (нем. Saßmacken). В это время представлял собой деревню в 10 домов и с населением около 100 человек. К 1834 году население достигает 600 человек, и Сасмаккен получает статус местечка в составе Курляндской губернии, а в 1917 году — статус города. В 1926 году в честь столетия со дня рождения общественного деятеля и публициста, лидера движения младолатышей и национального возрождения Кришьяниса (Кришьяна) Валдемара город, в котором он некоторое время работал, был переименован в Валдемарпилс.

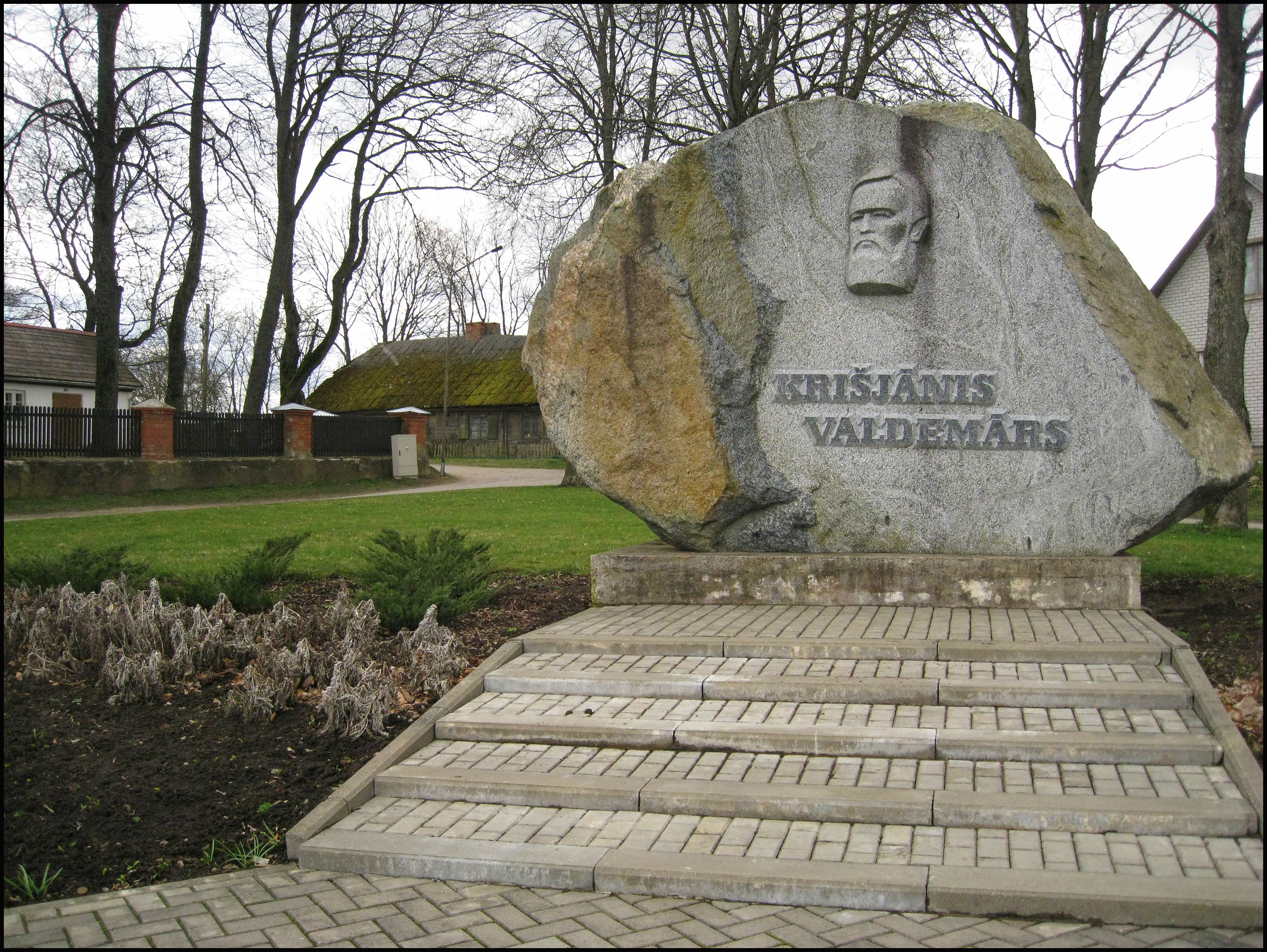
Памятник Кришьянису Вальдемару в Валдемарпилсе

До 1 июля 2009 года входил в состав Талсинского района.

## Транспорт

### Автодороги
Через Валдемарпилс проходит региональная автодорога P126 Валдгале — Роя. Среди местных автодорог — V1412 Валдемарпилс — Попе.

### Междугородное автобусное сообщение
Основные маршруты: Валдемарпилс — Рига; Валдемарпилс — Талсы, Валдемарпилс — Роя, Валдемарпилс — Дундага.